# Jorge Figueiredo de Barros

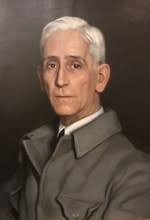
Capitão Jorge Figueiredo de Barros

Jorge Figueiredo de Barros ComMA • OA (Praia, Cabo Verde, 13 de junho de 1885 – Lisboa, 16 de fevereiro de 1971) foi um militar e empresário.

## Biografia
Jorge Figueiredo de Barros, nasceu na cidade da Praia, Cabo-Verde, a 13.06.1885, e foi baptizado a 07.03. 1886, na Igreja Paroquial da mesma cidade, sendo seus Padrinhos D. Luiz de Mello Breyner e Dona Genoveva de Mello Breyner. Foi aluno do Real Colégio Militar. Frequentou a Politécnica e a Escola do Exército tendo concluído o seu curso em 1907.  Foi mestre de armas no início da sua carreira militar. Enquanto cadete em Mafra, acompanhou o Infante e futuro Rei Dom Manuel II de Portugal, em trios musicais, nos quais o Príncipe tocava piano e ele, violoncelo.
Em 1910, faz a sua primeira comissão no Ultramar, no Estado da Índia. No início de Outubro desse ano, segue para a província de Timor, onde serviu como Comandante Militar de Manufahi, até Junho de 1911, e de Oekussi (Oe-Cusse Ambeno), depois dessa data e até Dezembro de 1912, notabilizando-se na Revolta dos Régulos. A sua permanência em Timor foi praticamente de dois anos, tendo, na reconquista de Pante-Makassar, nos dias 29 e 30 de Março de 1912, comandado as forças de desembarque com o apoio determinante da canhoneira Pátria",     e na posterior e prolongada defesa do território, em condições precárias, face à ameaça dos ambenos.   Escreveu as suas Memórias deste período  marcado por relevantes factos para a História de Portugal, como foram as implicações da alteração do regime monárquico para o republicano, a questão com os holandeses sobre a delimitação das fronteiras nos reinos de Oekussi e do Ambeno  e a grande Revolta de 1911-1912.
Sobre sua acção militar na Campanha de Timor, afirmou o Comandante e escritor Jaime do Inso que “o tenente Jorge de Barros que, embora se tivesse salvo, por minutos da ferocidade dos Ambenos, quando do primeiro ataque, bem se podia chamar um mártir de Timor”.

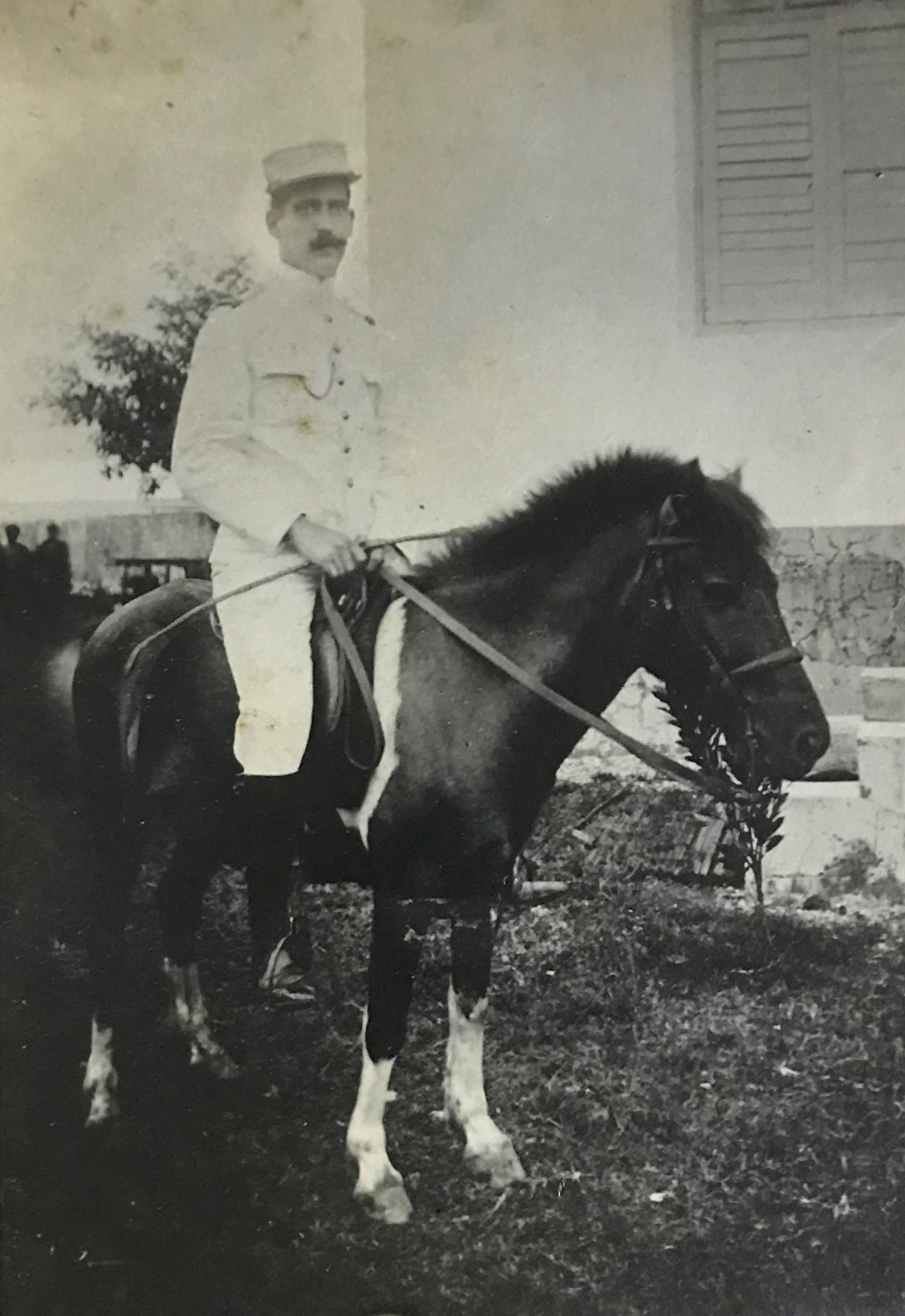
Tenente Jorge Figueiredo de Barros, montando um "Kuda", em Timor (1911)

Após regressar à Metrópole, foi colocado em Cabo-Verde, em 1913, ocupando durante alguns anos, os cargos de Chefe de Gabinete do Governo e Chefe da Repartição Militar, quando seu pai era, naquela província, Secretário-Geral. Aí, no ano de 1920, acompanhou o Rei Alberto I da Bélgica na sua visita a Cabo-Verde. 
Em 1922, com o posto de capitão, retira-se da vida militar activa e inicia uma nova fase da sua carreira ultramarina que só viria a terminar em 1946. Foram anos de actividade diversificada, desenvolvida na linha da tradição de sua família paterna na  província de Angola, onde foi representante de várias Companhias, entre outras: do Fomento Geral de Angola, da Companhia de Petróleo de Angola, da Companhia de Pescarias de Angola, da Companhia Agro-Pecuária de Angola, da Companhia Geral de Algodões de Angola, da Companhia de Cervejas de Angola e da Diamang-Companhia de Diamantes de Angola. Foi Vogal do Conselho de Governo da Província, como, também já o fora seu pai e seu avô paterno; Presidente da Associação dos Agricultores de Angola; Director da Associação Comercial de Luanda e de outros organismos. Foi, também, fundador da Sociedade Cultural de Angola e seu primeiro presidente; sócio-fundador da empresa que dotou Luanda do "Cine-Teatro Nacional";   membro da Sociedade de Geografia, inscrito no seu Quadro de Ouro; e membro do Conselho Supremo da Associação dos Antigos Alunos do Colégio Militar. Depois de 24 anos de intensa e variada actividade “em defesa da economia de Angola”, retira-se para a Metrópole. 
Morreu, em Lisboa, no Hospital da CUF, a 16.02.1971.

## Condecorações
Para além de outras condecorações militares, foi agraciado com as seguintes:
- Comendador da Ordem do Mérito - Classe do Mérito Agrícola (Decreto de concessão publicado em D.G. de 17 de novembro de 1938).
- Oficial da Ordem de S. Bento de Aviz.
- Cavaleiro da Coroa da Bélgica.

## Trabalhos e publicações
- Deixou escritas as suas Memórias, dispersas por vários volumes, dos quais, ainda só foram publicadas as “Memórias de Timor (1910-1912)", pela Editora Alêtheia, em 2021. [14]
- Publicação do Boletim da Sociedade Cultural de Angola, 1943
- Diversos artigos culturais, publicados na imprensa de Angola, nas décadas de 30 e 40 do século XX.
- Diversos artigos e trabalhos de economia, em revistas e jornais de Angola, de que mereceram destaque  “A questão das oleaginosas e das matérias gordurosas”[15] e “A protecção às oleaginosas das Colónias”.[16]

## Notícias publicadas por ocasião da sua morte
A sua morte foi amplamente noticiada pelos órgãos de comunicação social, tanto de Lisboa como de Luanda, assinalando que “o Capitão Jorge Figueiredo de Barros foi individualidade destacada no meio social de Luanda. Muito lhe deve esta cidade, tendo ocupado posição de relevo na Sociedade Cultural de Angola e patrocinado outras iniciativas no campo artístico e apoiado diversas actividades”  e que era uma “ figura de grande distinção, inteligência, bondade, a sua morte foi muito sentida, tendo a Imprensa Angolana recordado os seus grandes serviços à Pátria”.
A Revista da Associação dos Antigos Alunos do Colégio Militar, homenageou-o com o seu retrato na capa da edição nº 24, de Julho de 1971, dedicando-lhe o seu director Carlos Vieira da Rocha um extenso artigo biográfico, no qual reproduziu o seu retrato moral: "Era pessoa pela inteligência, serenidade, bondosa compreensão, independência de espírito, coragem moral e física e total ausência de vaidade e jactância, que nada lhe tolhia de resto o à-vontade simples e a justa confiança na sua capacidade. Um conjunto muito raro de qualidades, de que toda a família se pode orgulhar e inspirar. A sua morte foi um exemplo de resignação e conformismo". 

## Família
Era filho do General Augusto Frutuoso Figueiredo de Barros, e de sua mulher D. Maria Jesuína Moreira Alves. Casou, em 09.05.1914, na Igreja de São Martinho, Covilhã, com D. Maria da Glória da Matta e Silva Oliveira, de cujo casamento nasceram dois filhos: D. Maria de Lourdes Oliveira Figueiredo de Barros, casada com Manuel Belford Corrêa da Silva (Paço d’Arcos) e Rui Manuel Figueiredo de Barros, casado com D. Maria Helena Barbosa de Medina. Era pai de Monsenhor Jorge Barros Duarte, nascido em Same (Timor), em 14.07.1912; padre missionário, vogal do Governo de Timor, deputado à Assembleia Nacional, em 1965; etnólogo, escritor e ensaísta.